# Accéléré

Exemple de vue accélérée de nuages.

Vue accélérée de croissance de plantes.

Pour les articles homonymes, voir Time Lapse.
L'accéléré est un effet spécial, réalisé lors de la prise de vues avec une caméra argentique, ou en postproduction avec une machine à tirer, et spécifique au cinéma, qui consiste à filmer un sujet en mouvement en diminuant la cadence de prise de vues (en anglais undercranking) pour que le mouvement du sujet soit accéléré à la projection. Dans le cinéma sonore, à la cadence de projection standard, fixée à 24 images ou 25 images par seconde, pour accélérer de deux fois les mouvements du sujet filmé, il faut que la caméra qui a effectué la prise de vues tourne à 12 images par seconde. Pour un accéléré de trois fois, l'appareil de prise de vues doit tourner à 8 images par seconde.
L'animation dite officiellement hyperaccéléré en français, ou parfois « résumé-accéléré » en français, et « time-lapse » en anglais (mot composé à partir de « time » et de « lapse » ; « laps de temps » en français) est un effet d'ultra accéléré réalisé image par image sur des durées plus longues, technique caractéristique de l'animation, mais aussi technique de base de la photographie. Le mot anglais time-lapse tend à supplanter le mot français accéléré, ou entre en redondance avec lui : « Un beau time-lapse obtenu par un accéléré ».
L'effet contraire de l'accéléré est le ralenti (en anglais, « overcranking »). La définition des deux effets spéciaux est basée sur leur principe contradictoire : l'accélération de l'appareil de prise de vues provoque un ralenti du mouvement en projection, le ralentissement de l'appareil de prise de vues provoque un accéléré du mouvement en projection.

## Histoire
En 1896, Louis Lumière envoie dans le monde entier des opérateurs afin de rapporter des « vues photographiques animées », ainsi que les frères lyonnais appellent leurs bobineaux de pellicule impressionnée. Ces bobineaux sont essentiellement destinés à la vente, notamment aux amateurs de photographie fortunés, mais aussi aux forains qui ont acheté un Cinématographe. Pour effectuer leur mission, les opérateurs partent avec un assistant car la quantité de matériel emporté est impressionnante. Non seulement, ils emmènent une caméra avec un trépied pour effectuer les prises de vues, mais aussi de la pellicule vierge, au format 35 mm doté d'une perforation ronde brevetée Lumière de chaque côté des photogrammes, et en plus, des bonbonnes de produits chimiques pour assurer le développement de la pellicule. L'une des difficultés à résoudre est de trouver un endroit obscur pour introduire les bobineaux de pellicule vierge dans le magasin de la caméra. L'opération est toujours délicate, et l'obscurité n'est pas souvent au rendez-vous, particulièrement dans les pays ensoleillés. 
L'un des opérateurs, Francis Doublier, « invente sans le vouloir l'accéléré. Il est en Espagne le 7 mars 1897, envoyé par Louis Lumière pour filmer une Corrida à Barcelone et il ne veut pas prendre le risque de manquer un moment essentiel du spectacle, faute de pouvoir recharger sa caméra. Il a l'idée de ralentir la cadence de prise de vues de 16 à 9 images par seconde pour multiplier par deux son autonomie de tournage. »
En visionnant les bobineaux, Francis Doublier constate avec stupeur que les passes des toréadors sont plus rapides que dans son souvenir. Il comprend que les 8 ou 9 images qui ont enregistré une seconde de la vie réelle, passent deux fois plus vite à l'écran quand il actionne sa manivelle à la cadence normale de 16 à 18 images par seconde, basée sur le rythme d'une célèbre marche militaire Une « erreur » qu'il ne commettra plus et qu'aucun opérateur ne s'avisera de recommencer, mais cet accéléré rend les passes des toréadors particulièrement impressionnantes.
En 1901, un certain F. S. Armitage a l'idée de concentrer en moins de deux minutes la Démolition et reconstruction du Star Théâtre (Demolishing and Building Up the Star Theatre). Pendant les quelques semaines que prend cette opération, la caméra reste au même endroit, bien calée, filmant à travers la fenêtre d'un immeuble placé juste en face. Le premier jour, le cinéaste prend à cadence normale quelques secondes du va-et-vient habituel de la circulation, les calèches, les chariots, et la foule des piétons. Ensuite, quelques images animées sont prises toutes les demi-heures, durant huit heures chaque jour (pour éviter les basses lumières et la nuit, pendant lesquelles d'ailleurs les travaux sont arrêtés). 
Une journée passe donc à l'écran en une à deux secondes (à la cadence de l'époque du muet : 16 images par seconde), les ombres portées tournoient à grande vitesse, les piétons s'activent comme des insectes. Le store d'une boutique s'ouvre et se ferme à un rythme infernal. Les étages du Star Théâtre disparaissent l'un après l'autre. Quand seuls subsistent des monceaux de pierres que des fardiers débarrassent, un autre morceau du film à vitesse normale montre les piétons, indifférents aux ruines, qui vaquent à leurs occupations. Après le tournage, F. S. Armitage a dû, comme Georges Méliès dans ses trucages de l'arrêt de caméra, nettoyer le film des images surexposées enregistrées à chaque arrêt et redémarrage de la caméra, en les éliminant d'un habile coup de ciseaux et en soudant les tronçons avec de l'acétone (opération que les monteurs ont plus tard abusivement nommée « collure »). Cette expérience est le premier time-lapse.

Ouverture accélérée d'une fleur de géranium. Les photogrammes sont pris à 7 minutes d'intervalle. En réalité, le phénomène se déroule en deux heures.

## Accélérés scientifiques
De même que les ralentis scientifiques ont permis d'observer et d'analyser le déroulement de phénomènes physiques extrêmement rapides, l'accéléré, et notamment le time-lapse, a été d'une très grande utilité pour analyser des processus dont l'extrême lenteur d'exécution ne se prête pas à l'observation directe par le chercheur. Les premières expériences de telles prises de vues qui relèvent plus de la photographie que du cinéma à proprement parler, ont été effectuées par des physiologistes, pionniers de la photographie « accélérée », tels que Jean Comandon, Franck Percy Smith, ou le docteur John Nash Ott Jr, qui ont mis au point des intervallomètres, compléments réglables de l'appareil photo, qui actionnent automatiquement la prise de vues au rythme désiré.
Ainsi, la mise en évidence du déplacement apparent des astres et des étoiles en prenant des photogrammes un par un, espacés de trente ou soixante minutes, et d'une durée d'exposition suffisamment longue pour enregistrer les faibles lumières, donne à la fois un spectacle fascinant mais permet aussi de souligner la relativité de ces déplacements par rapport à notre propre double rotation terrestre (sur son axe et autour du soleil). 
De la même façon, des accélérés sur la germination et le développement des végétaux, ont donné à voir des phénomènes naturels qui échappaient en partie à l'observation humaine, par manque de temps et de patience.

## Mathématiques
Temps du film accéléré, intervalle de temps entre chaque image et cadence de prise de vue sont reliés par la formule suivante : 
{\displaystyle t_{\text{film}}={t_{\text{réel}} \over {{\text{intervalle}}\times {\text{cadence}}}}}

Les temps doivent être exprimés dans la même unité (généralement en secondes). Ainsi, un évènement d'une journée (86400 secondes), capté à un intervalle de 2 minutes (120 s) et rediffusés à une cadence de 24 images par seconde donnera un film accéléré qui dure 30 secondes.
Cette formule permet notamment aux vidéastes de calculer le réglage de l'appareil :
{\displaystyle {\text{intervalle}}={t_{\text{réel}} \over {t_{\text{film}}\times {\text{cadence}}}}}

Si l'on souhaite filmer un évènement qui dure 1 h 40 min (6000 secondes) et le réduire à un accéléré de 40 secondes, diffusé à 25 images par seconde, on doit donc régler l'appareil à un intervalle de 6 secondes.